# Chinciuș, Mureș
Chinciuș este un sat în comuna Adămuș din județul Mureș, Transilvania, România. Prima dată a fost menționată în anul 1424.

## Populație
Conform Recensământului din anul 2022 în această localitate nu mai există niciun locuitor.

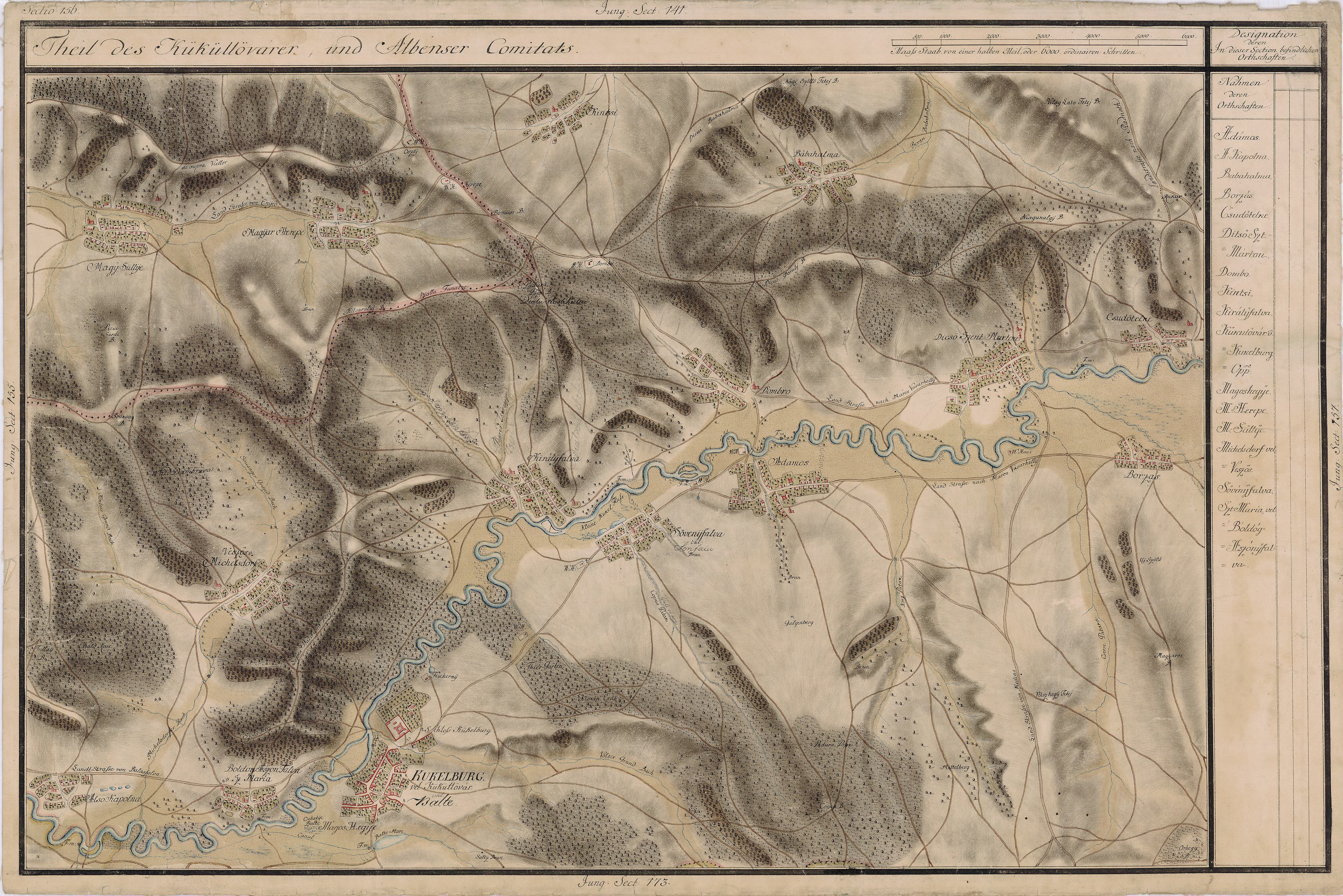
Chinciuș pe Harta Iosefină a Transilvaniei, 1769-73